# Ammothea sextarticulata
Ammothea sextarticulata is een zeespin uit de familie Ammotheidae. De soort behoort tot het geslacht Ammothea. Ammothea sexarticulata werd in 1990 voor het eerst wetenschappelijk beschreven door Munilla. 

## Synoniemen
- Biammothea brevipalpa Pushkin, 1993